# زمین‌لرزه ۱۹۸۹ مالاوی
زمین‌لرزه مالاوی  در تاریخ ۱۰ مارس ۱۹۸۹ میلادی، برابر با ‎۱۹ اسفند ۱۳۶۷، ساعت ۲۱:۴۹:۴۵ به زمان یوتی‌سی در مالاوی رخ داد. ژرفای این زلزله ۲۷٫۷ کیلومتر بود، و بزرگی آن ۶٫۳ در مقیاس Mw اعلام شده‌است. زمین‌لرزه به وقت محلی در روز جمعه، ساعت ۲۳ روی داده و منطقه زمانی آن یوتی‌سی +۲ بوده‌است .
سازمان زمین‌شناسی آمریکا نیز رومرکز این زمین‌لرزه را در مختصات ۱۳°۴۲′۰۷″جنوبی ۳۴°۲۵′۱۲″شرقی / ۱۳٫۷۰۲°جنوبی ۳۴٫۴۲°شرقی و ژرفای آنرا در ۳۰ کیلومتر گزارش کرده‌است. بزرگی برگزیدهٔ این سازمان از میان بزرگیهای محاسبه‌شدهٔ مختلف ۶٫۶ در مقیاس MS بوده و از دید اثر، در میان چهار دسته‌بندی «نامحسوس»، «محسوس»، «زیان‌آور» یا «با تلفات»، زلزله را «با تلفات» اعلام کرده‌است.
پروژهٔ «تنسور گشتاور مرکزوار» زاویه‌های (راستا، شیب، ریک) گسل سازندهٔ زمین‌لرزه و صفحه عمود بر آنرا (°۱۴۲، °۱۷، °۱۰۲-) یا (°۳۳۴، °۷۳، °۸۶-) و نوع گسل را «عادی» فرارسانده‌است.
شمار کشتگان زلزله حدود ۹ نفر بوده‌است.تعداد زخمیان ۱۰۰ نفر برآورده شده‌است.بی‌خانمان شدگان نیز ۵۰۰۰۰ نفر اعلام شده‌است.